# I Казети (Форли-Чезена)
I Казети (итал. I Casetti) је насеље у Италији у округу Форли-Чезена, региону Емилија-Ромања.
Према процени из 2011. у насељу је живело 26 становника. Насеље се налази на надморској висини од 13 м.